# Sacrament of Wilderness
Sacrament of Wilderness is de eerste single van het album Oceanborn van de Finse symfonische metalband Nightwish. Het bereikte een eerste plaats in de Finse ranglijsten. De videoclip van de single toont een live concert in Kitee waar de band oorspronkelijk vandaan komt.

## Tracklist
1. Sacrament of Wilderness
2. Burning Flames' Embrace (van Eternal Tears of Sorrow)
3. The Crow and the Warrior (van Darkwoods My Betrothed)